# Dawes (Mondkrater)

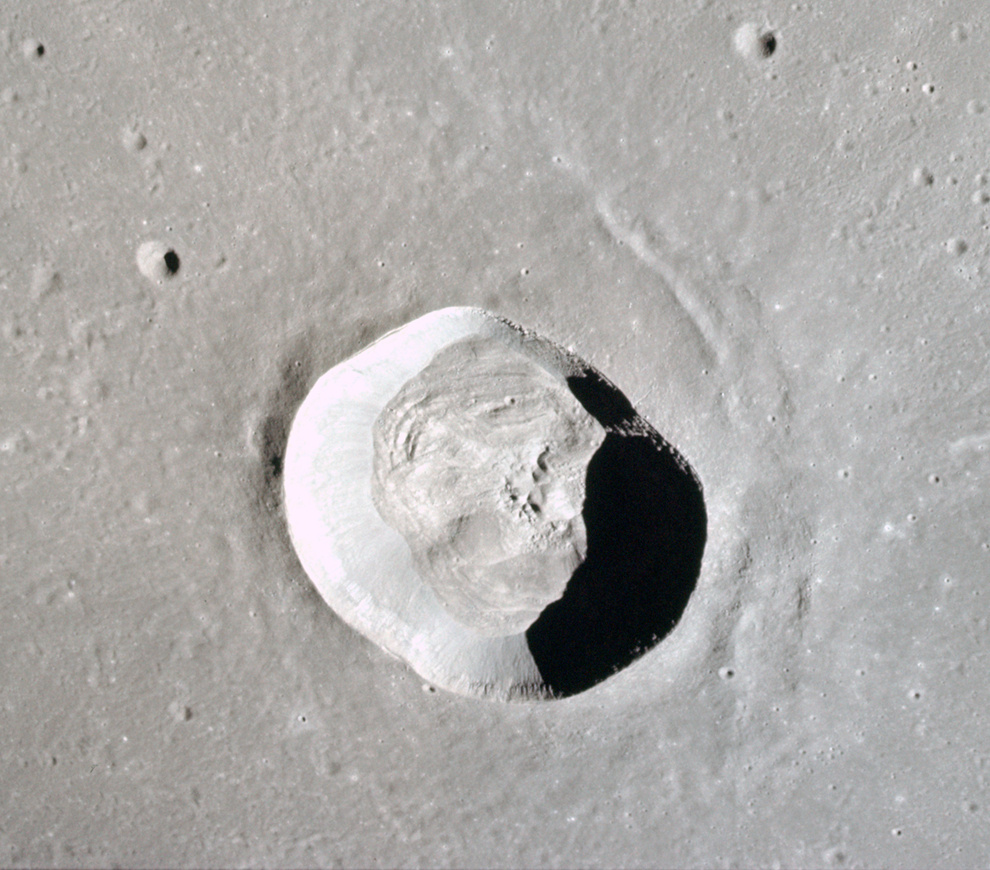
Krater Dawes aufgenommen von Apollo 17 (NASA photo)

Dawes ist ein Einschlagkrater, der nordöstlich des Kraters Plinius in der breiten Meeresstraße zwischen dem Mare Serenitatis und Mare Tranquillitatis liegt. Nordöstlich erheben sich die Abhänge des Mons Argaeus. Der kreisrunde Krater zeigt einen leicht abgeplatteten Umriss und einen scharfen Kraterrand. Er weist im Zentrum eine leichte Erhebung auf und sein etwas dunkler gefärbter Boden ist fast zur Gänze mit überlappenden strudelartigen Ablagerungen bedeckt. Der Großteil dieser Ablagerungen besteht aus zurückgefallenem oder abgerutschtem Material.
Die inneren Kraterwände sind steil und weisen keinerlei Erosionsspuren auf.
Nähere Untersuchungen haben augenscheinliche Nischen und Rinnen am Kraterinnenrand festgestellt.
Den Vermutungen nach lösen die Einschläge von Mikrometeoriten am Kraterrand Erdrutsche aus, die eine rinnenförmige Struktur erzeugen. Vergleichbare Erscheinungsbilder lassen sich auch an der Innenseite mancher Krater auf dem Mars feststellen, wobei von den gleichen Ursachen ausgegangen wird.
Nordwestlich von Dawes verläuft die Mondrille Rima Dawes.